# ARA Hércules (P-31)
La fragata ARA Hércules (P-31) fue una unidad naval originalmente botada como USS Asheville (PF-1) para la Armada de los Estados Unidos durante la Segunda Guerra Mundial. Sirvió con la Armada Argentina de 1946 a 1961. Su última etapa fue como guardacostas PNA Juan B. Azopardo (CG-11) en la Prefectura Naval Argentina de 1961 a 1973.

## Historia

### USSAsheville

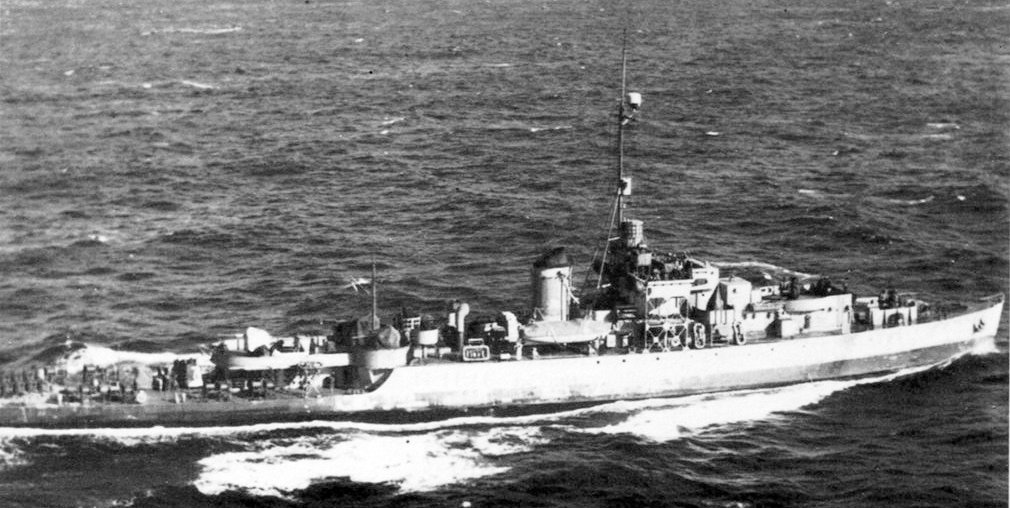
El USS Asheville en 1944.

La fragata fue construida el 10 de marzo de 1942 por Canadian Vickers Ltd en Montreal, Canadá, como la fragata Clase River HMS Adur (K296) para servir en la Marina Real Británica. Fue botada el 22 de agosto de 1942, pero debido a la falta de buques estadounidenses para patrullajes fue trasladada a la Marina de los Estados Unidos antes de su finalización y entrada en servicio al Reino Unido. El 1 de diciembre de 1942, recibió el nombre de USS Asheville (PG-101), tratándose de un cañonero patrulla. Fue reclasificada PF-1 el 15 de abril de 1943. Primero sirvió en escolta de convoyes, y luego fue trasladada a patrullas antisubmarinas.

#### Segunda Guerra Mundial
Después de su botadura y puesta en marcha, Asheville navegó a Boston, Massachusetts, a través del río San Lorenzo y el Océano Atlántico. El capitán de corbeta Robert P. Walker fue puesto al mando. El buque fue asignado para escoltar los convoyes entre la ciudad de Nueva York y la bahía de Guantánamo, Cuba, el 23 de febrero de 1943. El 2 de septiembre del mismo año fue reasignado a patrullas antisubmarinas hasta mayo de 1944.
En ese mes en el astillero Boston Navy Yard se le instalaron equipos de engranajes experimentales de guerra antisubmarina. Luego fue enviado a la Flota del Atlántico de Estados Unidos a realizar pruebas experimentales hasta que en el mes de septiembre, se unió a un grupo que buscaba un submarino alemán sospechoso. Luego se trasladó a Port Everglades, Florida, donde se realizaron nuevas pruebas experimentales. Durante abril y mayo de 1945 volvió al patrullaje antisubmarino hasta el fin de la guerra. Luego, regresó a Nueva York donde se instaló un sistema radar experimental, probado durante el resto del año.

### ARAHércules

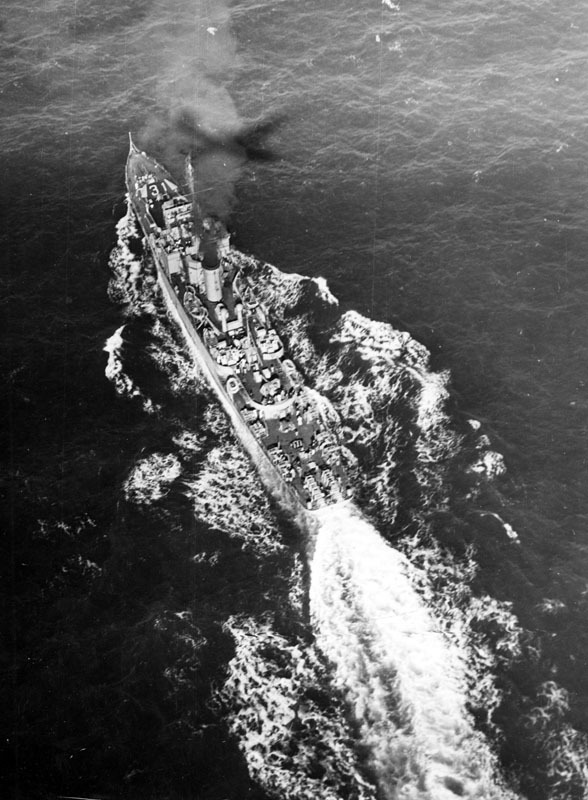
La fragata desde el aire.

En Estados Unidos, fue dado de baja el 14 de enero de 1946 en el astillero Norfolk Navy Yard en Portsmouth, Virginia, y dejó de aparecer en el Registro de la Marina estadounidense el 25 de febrero de ese año. Fue vendido el 15 de junio de 1946 a United Boat Service Corporation y posteriormente revendido a la Argentina.
Al ser comprado por la Argentina, la fragata se alista en el puerto de Hoboken, Nueva Jersey, donde también se afirma el pabellón argentino el 18 de febrero de 1948. Ese día parte hacia la Argentina arribando a la Base Naval Río Santiago en la provincia de Buenos Aires el 13 de marzo de 1948.
La compra figuró en el decreto N.º 12.235-46, mientras que mediante el decreto N° 24.121 del 4 de agosto de 1947 (O. G. 224/47), recibió su nombre en recuerdo a la fragata homónima, comandada por Guillermo Brown durante la guerra de independencia argentina y la expedición corsaria de las Provincias Unidas del Río de la Plata. Se trató del cuarto buque de la Armada con el nombre Hércules.
El Hércules integró la División Fragatas de la Armada Argentina entre 1948 y 1960. Operó en aguas del Atlántico Sur con apostadero en la Base Naval Puerto Belgrano. En 1949 integró la Fuerza de Adiestramiento Antisubmarino. En 1950 participó en la 14° campaña antártica argentina. En el golpe de Estado fallido de junio de  1955 el entonces comandante de la fragata capitán Francisco Manrique (que años más tarde sería político y periodista, candidato a la presidencia en 1973) se sublevó, siendo preso y llevado a Santa Rosa. Luego, en el golpe de Estado exitoso de septiembre de 1955  intervino con la Flota de Mar. En 1956 sirvió de escolta a la regata Buenos Aires-Río de Janeiro y en 1959 participó en el operativo Neptune II.

#### Operación Foca
En febrero de 1952, la fragata Hércules participó junto a la fragata ARA Sarandí de la «Operación Foca» dentro de la campaña antártica argentina de 1951-1952, recorriendo las costas de las islas Sandwich del Sur.
La operación tenía como fin explorar y buscar buenos fondeaderos de espera en el archipiélago para estudios ulteriores. Las fragatas debían reconocer las islas «para obtener información sobre probables establecimientos, actividades que desarrollar, habitabilidad y su posible utilización para operaciones aeronavales». También debían erigir dos balizas si fuera posible y dejar testimonio de soberanía y actividades de la Argentina.
Al llegar a la isla Vindicación se desembarcó en la ocsta este y se erigió un monolito conmemorativo como símbolo de soberanía argentina. También se labró un acta firmada por todos los tripulantes de la Hércules que estaban en tierra. Fue el primer desembarco registrado en la historia de dicha isla. El sitio del desembarco fue denominado Fondeadero Hércules.

#### PNA GC11 JUAN BAUTISTA AZOPARDO
El 31 de mayo de 1961, la Secretaría de Estado de Marina emitió una resolución por la que cedió la fragata a la Prefectura Naval Argentina (PNA) para ser utilizada en el adiestramiento en el mar de su personal. 
Allí fue rebautizado Juan B. Azopardo en principio asignándosele el numeral (GC 1) y años más tarde (CG11) y clasificado como buque guardacostas. 
Entre sus tareas al servicio de la Prefectura, realizó múltiples navegaciones en largos patrullajes por alta mar incluyendo cruceros de instrucción de medio rango por puertos de Brasil, Uruguay y la Patagonia Argentina.
Al tener el buque como objetivo fundamental la formación del personal de oficiales, cadetes y aspirantes a suboficiales en las actividades náuticas marineras fue designado como “Buque Escuela de la PNM” por la denominación de la época de la Prefectura Nacional Marítima (PNM) sin perjuicio de cumplir las funciones de patrullado en las aguas del litoral marítimo austral en salvaguarda de la vida humana en el mar y seguridad de la navegación en el cumplimiento de la ley en las aguas jurisdiccionales argentinas. 
El guardacostas PNM G-1 JUAN BAUTISTA AZOPARDO fue el buque de mayor porte que había operado la PNM, habiendo cumplido, durante su servicio en Prefectura, múltiples funciones: como buque escuela, patrullero marítimo, custodia de eventos náuticos de largo aliento como las regatas en el litoral marítimo y también el 
acompañamiento de la clásica prueba internacional entre los puertos de Buenos Aires y Río de Janeiro.
Promediando el año 1965, al término de sus funciones en la referida regata continuó la navegación hasta New London (EE. UU.) para visitar la Academia de la Guardia Costera de los Estados Unidos, llevando a bordo cadetes en el último año de instrucción de la escuela de formación y oficiales cursantes de la Escuela Superior.
Durante su extensa travesía de aproximadamente 15000 millas visitó los puertos de Río de Janeiro, Natal y Fortaleza (Brasil), Willemstad (Curaçao), New London, New York y Charleston (EE. UU.), San Juan de Puerto Rico (PR), La Guaira (Venezuela), Puerto España (Trinidad y Tobago), Recife y Santos (Brasil), Montevideo (Uruguay) llegando finalmente a Buenos Aires.
Estuvo en servicio hasta el 5 de septiembre de 1969, cuando es retirado del servicio activo, siendo posteriormente vendido como chatarra para desguace, previamente a la devolución la Armada de la artillera con la que contaba.